# 克丽·韦兰
克丽·韦兰（英語：Kerry Weiland，1980年10月18日—），美国女子冰球运动员，场上位置是后卫。她曾代表美国国家队参加2010年冬季奥林匹克运动会冰球比赛，获得一枚银牌。